# Transiente Elastographie
Transiente Elastographie (Herstellerbezeichnung des französischen Anbieters Echosens: Fibroscan) ist ein relativ neues Verfahren, mit dem der Anteil an Bindegewebe in der Leber festgestellt werden kann, um so eine Leberzirrhose feststellen oder ausschließen zu können.

## Funktionsweise
Ein am Bauch in der Nähe der Leber angesetzter Niederfrequenzschallkopf erzeugt einen Impuls, der sich in der Leber ausbreitet. Ein Ultraschalltastkopf misst die Ausbreitungsgeschwindigkeit dieses Impulses im Lebergewebe. Da Bindegewebe dichter als Lebergewebe ist, nimmt die Geschwindigkeit mit zunehmender Vernarbung zu. So lässt sich aus der Ausbreitungsgeschwindigkeit der Bindegewebeanteil bestimmen.

## Vor- und Nachteile
Ein Vorteil des Verfahrens ist, dass es sich um ein nichtinvasives Verfahren handelt. Der Patient benötigt keine Vor- oder Nachbereitung und spürt während der wenige Minuten dauernden Untersuchung nur das leichte Klopfen des Impulsgebers. Außerdem erfasst der Fibroscan ein größeres Lebergewebevolumen als bei einer Punktion, da dort nur ein sehr kleiner Teil untersucht wird (Sampling Error).
Der Nachteil des Verfahrens ist, dass es im Anfangsstadium einer Zirrhose relativ ungenau ist und die Werte schlecht vergleichbar sind. Deshalb muss der Verdacht durch eine Leberbiopsie gesichert werden. Erst bei stärkerer Vernarbung eignet es sich als sicheres Hilfsmittel.
Studien zufolge kann der Test den Verlauf von Zirrhosen ähnlich gut wie andere nichtinvasive Methoden vorhersagen.